# 에스타디오 누에보 콜롬비노
에스타디오 누에보 콜롬비오(스페인어: Estadio Nuevo Colombino)는 스페인 안달루시아주 우엘바도 우엘바에 위치한 다목적 경기장이다. 21,670석을 수용할 수 있어 스페인에서 30번째로 큰 경기장이자 안달루시아주에서 6번째로 큰 경기장이다.